# Страховка (Орловская область)
Страховка — деревня в Марьинском сельском поселении Корсаковского района Орловской области России.

## География
Деревня расположено в 104 км на северо-восток от Орла, на левом берегу реки Малая Раковка (приток Раковки).

## Население
| 2002 | 2010 |
| ---- | ---- |
| 100  | ↘77  |